# Von Stolberg’sches Hofgut

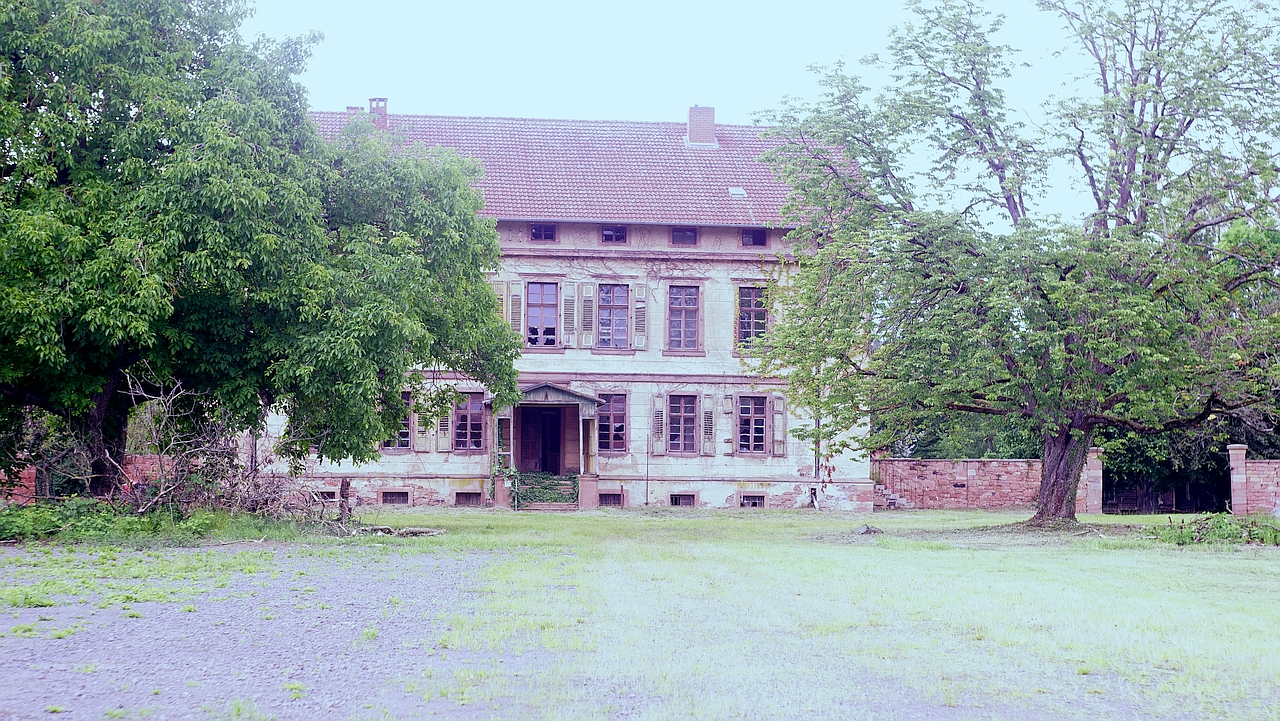
Herrenhaus

Das Von Stolberg’sche Hofgut ist ein denkmalgeschütztes Hofgut in Ranstadt im hessischen Wetteraukreis. Auf dem mehr als zwei Hektar großem Gutsgelände befinden sich ein Park sowie zehn Wohn- und Nutzbauten, darunter auch das Herrenhaus.

## Geschichte
An der Stelle des Jagdschlosses der Grafen zu Stolberg entstand um das Jahr 1850 das Stolbergsche Hofgut. Bis in die 1970er Jahre wurde das Gut landwirtschaftlich genutzt, danach war es mehrfach vermietet. Seit 2014 stehen die Gebäude leer.

## Architektur
Es handelt sich um eine große, längsgestreckte, symmetrische Gutsanlage in symmetrischer Ausrichtung auf das hinten querliegende Herrenhaus. Den Eingang zur Anlage im Südosten bilden zwei Stallbauten aus Bruchstein, die durch ein bogenförmiges Portal verbunden sind. Das zweigeschossige Verwalterhaus mit sieben Fensterachsen bildet den nordwestlichen Abschluss der Anlage. Schmucklose Pilaster betonen die Gebäudeecken. Umlaufende Geschossgesimse sind um die Pilaster herum verkröpft. Ein Drempelgeschoß bildet den oberen Abschluss des Baukörpers. An der Schmalseite liegt ein weiterer Eingang. Am Portal sitzt ein auf der Treppe aufgesetzt hölzerner Windfang mit Schnitzereien aus der Erbauungszeit.